# 40 Eridani

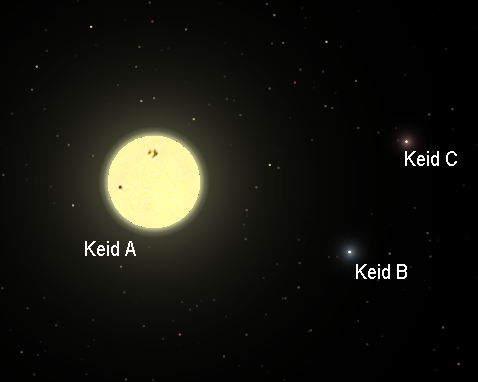
Simulación del sistema 40 Eridani

40 Eridani (también conocida como Omicron 2 Eridani, o Keid, Qayd de la palabra árabe (huevo) conchas) es un sistema estelar triple a menos de 16,5 años luz de distancia de la Tierra. Está en la Constelación de Eridanus. La estrella principal del sistema, 40 Eridani A, es fácilmente visible a simple vista.El par 40 Eridani B / C fue descubierto el 31 de enero de 1783 por William Herschel. Pero en el año 1910, la astrónoma escocesa Williamina Fleming descubrió que, aunque el componente B era una estrella débil, era de color blanco, y por lo tanto de "clase A". Esto significaba que tenía que ser una estrella pequeña, de hecho se trataba de una enana blanca; o sea, del residuo de la muerte de una estrella de poca masa. Luego, Williamina Fleming descubre a través del estudio de sus líneas espectrales, al primero de este tipo de cadáveres estelares; y en menos de una hora, desde que le consultaron, esta astrónoma define de manera magistral, su tipo espectral. Por eso se dice que 40 Eridani B, fue la primera enana blanca descubierta; ya que, el análisis espectral de la también enana blanca Sirio B -pese a que este astro se conocía desde el día 31 de enero del año 1862- se realizó en el año de 1915; o sea, cinco años después de la investigación del espectro de 40 Eridani B realizado por la astrónoma Williamina "Mina" Fleming.

## Cultura popular
- En Dune (1965) y otras novelas del universo Dune de Frank Herbert "Eridani A" es orbitada por el planeta Richese (el cuarto planeta en órbita). Richese e Ix son culturas tecnológicamente muy avanzadas; sus dispositivos son habituales y están considerados como esenciales por todo el universo Dune, aunque  en ocasiones se sitúan en los límites de las prohibiciones antitecnología de la Yihad Butleriana.[1]

- En el universo Star Trek de Gene Roddenberry, 40 Eridani A es el sistema en el que se ubica el planeta Vulcano,[2] origen de los alienígenas vulcanos como Spock. Aunque no se menciona explícitamente en ninguna de las series o películas, tanto el libro autorizado Star Trek: Star Charts[3] como el propio Roddenberry[4] indican esta ubicación. Además el comandante Tucker señala que Vulcano está a 16 años luz de la Tierra lo que concuerda ya que 40 Eridiani A está a 16,39 años luz del Sol.[5]
- En la novela "Proyecto Hail Mary" (2021) de Andy Weir, el protagonista se encuentra con una nave alienígena procedente del sistema estelar 40 Eridani.